# Tossa del Pedregal Negre
La Tossa del Pedregal Negre també anomenada en documents Tossa de Saboya és una muntanya de 279 metres que es troba al municipi de Xerta, a la comarca catalana del Baix Ebre.